# Psychophora
Psychophora là một chi bướm đêm thuộc họ Geometridae.

## Các loài
- Psychophora frigidaria
- Psychophora groenlandicaria
- Psychophora immaculata (Skinner & Mengel, 1892)
- Psychophora melanotica
- Psychophora phocata (Möschler, 1862)
- Psychophora phocataria
- Psychophora polaris
- Psychophora sabinei
- Psychophora sabini Kirby, 1824
- Psychophora sabiniaria
- Psychophora sabinii
- Psychophora suttoni Heinrich, 1942